# ゼビビット
ゼビビット（zetta binary digit）は情報の大きさや記憶装置の容量を表す単位である。Zibit、Zibと略記される。
- 1 zebibit = 270 bits = 1,024 exbibits =  180,591,620,717,411,303,424 bits

2進接頭辞のゼビを使っており、270を示す。
8ゼビビットが1ゼビバイトと同じである。